# Schwing

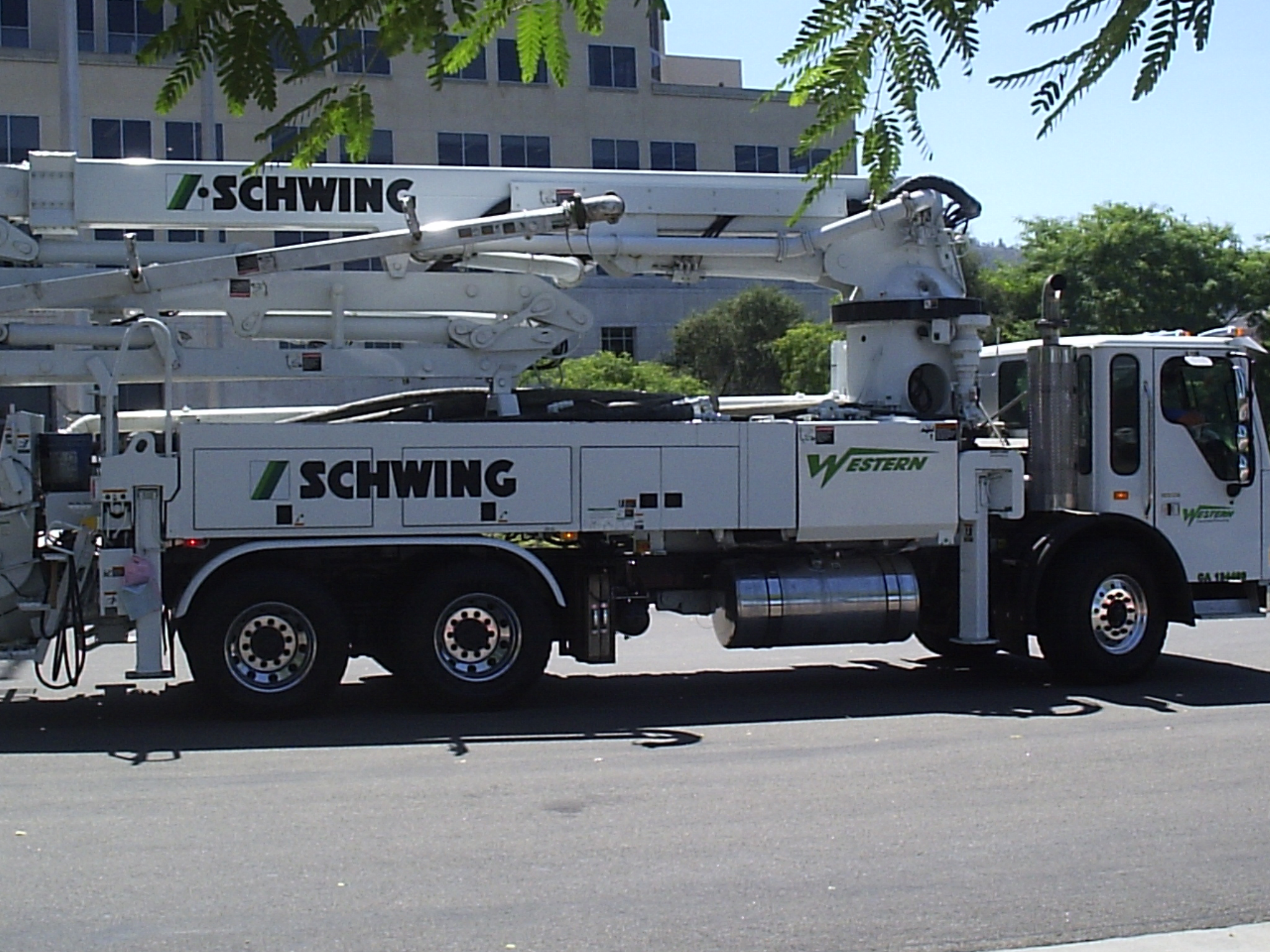
Bomba de Hormigón Schwing

Schwing GmbH es una empresa alemana de construcción de bombas de hormigón y hormigoneras fijas y móviles con sede en Herne. Es, asimismo, la sociedad matriz de Schwing Stetter, de Memmingen. El grupo empresarial es el fabricante de bombas de hormigón más importante del mundo. La empresa cuenta con un personal de más de 3.300 empleados en siete países y de empresas distribuidoras propias en más de 100 países.

## Historia
El Grupo Schwing fue originalmente fundado como un taller artesanal mediano el 17 de marzo de 1934 por Friedrich Wilhelm Schwing (1909-1992), un cerrajero de Wanne-Eickel. En el año 1957, Schwing construyó la primera bomba de hormigón de aceite hidráulico de dos cilindros. A partir del año 1964, la empresa construyó también las primeras grandes centrales de hormigón. En 1965, la empresa sacó al mercado su primera bomba de hormigón sobre un vehículo, la cual dotaría en 1968 con un mástil de distribuidor de hormigón. En el año 1973, la empresa construyó una bomba de hormigón con un mástil distribuidor de hormigón extensible de 45 metros, una innovación sin precedentes hasta la fecha. La empresa comercializó en 1976 la primera planta de tratamiento de restos de hormigón.
Después de que en 1980 el fundador de la firma cediera la dirección de la empresa a sus dos hijos, estos adquirieron en 1982 la empresa Stetter GmbH en Memmingen, constructora de hormigoneras. De este modo se amplió el dominio de mercado de la empresa y se complementó su cartera de negocios. La empresa pudo entonces comenzar a ofrecer hormigoneras combinadas con bombas de hormigón, y de este modo se estableció como líder del mercado.
El final de los años noventa trajo consigo una disputa entre los propietarios que provocó que  la empresa estuviera a punto de ser vendida a otra empresa estadounidense. Con ayuda de los bancos, una garantía del estado federado y su propio patrimonio personal, Gerhard Schwing consiguió adquirir la parte de su hermano, convirtiéndose así hasta el 3 de octubre de 2013 en el único gerente de la sociedad.  En 2012, el grupo XCMG adquirió Schwing por 300 millones de euros.
El 4 de octubre de 2013, Thomas Ostermann se convirtió en el nuevo gerente de Schwing GmbH,[3] cargo del que fue eximido a principios de abril de 2014.[4]

## Otras empresas del grupo
(clasificadas por año de fundación)
- 1971 SCHWING GmbH, St. Stefan (Austria)
- 1974 SCHWING Hydraulik Elektronik GmbH, Herne (Alemania)
- 1974 SCHWING America Inc., White Bear Township (EE. UU.)
- 1976 SCHWING Equipamentos Industriais Ltda., São Paulo (Brasil)
- 1982 SCHWING-Stetter S.A., Souffelweyersheim (Francia)
- 1982 SCHWING-Stetter B.V., Raamsdonksveer (Países Bajos)
- 1982 SCHWING-Stetter Baumaschinen Ges.mbH, Viena (Austria)
- 1993 Puschkiner Baumaschinenwerk, San Petersburgo (Rusia)
- 1993 SCHWING-Stetter Ostrava s.r.o., Ostrava (República Checa)
- 1994 SCHWING Shanghai Machinery Company Ltd., Shanghái (China)
- 1997 SCHWING GmbH Korea, Seúl (Corea del Sur)
- 1998 M/s SCHWING-Stetter India Pvt. Ltd., Chennai (India)
- 1999 SCHWING-Stetter Skandinavien AB, Mölndal (Suecia)

## Récords
- 1996: Récord mundial en bombeo vertical a gran altura en la construcción de las Torres Petronas, Kuala Lumpur, Malasia, mediante de una bomba de hormigón fija (385 metros)
- 1998: Récord mundial en bombeo de larga distancia en la construcción de la carretera de alta velocidad para TGV, Francia, mediante una bomba de hormigón fija (2770 metros)
- 2003: Récord mundial en bombeo vertical a gran altura en la construcción del International Finance Center Taipei 101, Taipéi, Taiwán, mediante una bomba de hormigón fija (455,2 metros)